# Trommelball
Trommel- oder Tamburinball ist der deutsche Name, der von etwa 1890 bis in die 1920er Jahre für Tamburello gebräuchlich war. In dieser Zeit wurde das Rückschlagspiel mit dem tamburinähnlichen Schläger innerhalb der Deutschen Turnerschaft (DT) betrieben – hauptsächlich von Frauen. Für kurze Zeit gab es sogar eine Deutsche Meisterschaft, die aber eingestellt wurde, als nicht mehr mindestens vier Turnkreise teilnahmen. Nach der Spielordnung der DT war zur Durchführung von Deutschen Meisterschaften nämlich die Beteiligung von mindestens vier Turnkreisen erforderlich.
Während im heutigen Tamburello ein Spiel bei 13 Punkten für eine Mannschaft beendet ist, galt damals eine feste Spielzeit. Außerdem änderte sich die Zählweise, wie an den extrem unterschiedlichen Resultaten erkennbar ist: Anfangs wurde die Anzahl der geglückten Netzüberquerungen des Balles gezählt, und die Mannschaft mit den meisten gültigen Überschlägen ging als Sieger vom Platz; später galten Fehler von Partei A als Punkte für Partei B.

## Deutsche Meister (Frauen)
- 1921 TV Vorwärts Bremen – TV Staßfurt 150:135
- 1922 nur Kreismeisterschaften ausgetragen
- 1923 MTV Karlsruhe – TG in Berlin 427:380
- 1924 bis 1927 nur Kreismeisterschaften ausgetragen
- 1928 (Endspiel Dt. Turnfest) KTV Wittenberg (Lutherstadt) – TB Germania Mannheim 78:69